# Piaskowa (dopływ Regi)
Piaskowa – struga w woj. zachodniopomorskim, lewy dopływ rzeki Regi o długości 18 km. 
Piaskowa wypływa z jeziora Piaski na Wysoczyźnie Łobeskiej, w gminie Radowo Małe, zaraz wpływając na teren gminy Resko. Płynie w kierunku północno-zachodnim przez Święciechowo, następnie koło dawnego młyna Grzmikoło przyjmuje duży dopływ Wilkową. Dalej przepływa przez stawy w parku w Żerzynie i uchodzi do Regi.
Według danych regionalnego zarządu gospodarki wodnej gatunkiem dominującym w wodach Piaskowej jest głowacz białopłetwy, będącym gatunkiem chronionym.
Administratorem wód Piaskowej jest Regionalny Zarząd Gospodarki Wodnej w Szczecinie. Utworzył on dwa obwody rybackie, który obejmują wody strugi. Pierwszy obejmuje jezioro Piaski oraz 50 metrów wypływu strugi z jeziora. Drugi obwód obejmuje odcinek Piaskowej, 50 m od wypływu z jeziora Piaski do jej ujścia do rzeki Regi, wraz z wodami jej dopływów – z wyłączeniem wód obiektu stawowego zlokalizowanego na rzece Wilkowej w rejonie miejscowości Maliniec.
Nazwę Piaskowa wprowadzono urzędowo 1948 roku, zastępując poprzednią niemiecką nazwę Paatziger Bach.